# Joy Adamson
Joy Adamson (20 de enero de 1910-3 de enero de 1980) fue una naturalista austriaca conocida por su libro Born free (Nacida libre), en el que narra las experiencias que vivió para salvar a una leona llamada Elsa. La novela alcanzó popularidad gracias a una serie televisiva del mismo título.

## Biografía
Su verdadero nombre era Friedericke Victoria Gessner. Nació en Troppau, Silesia (ahora Opava, República Checa). Junto a su tercer marido, George Adamson, se trasladó a vivir a Kenia, a las orillas del lago Naivasha. Allí, se dedicó a estudiar y pintar animales de la selva y se hizo famosa al publicar en 1960 Born Free. También publicó otras obras sobre animales, y su vida en la selva también se llevó al cine.
El 3 de enero de 1980 el cadáver de Joy fue descubierto en un lugar alejado por su ayudante Peter Morson. Éste declaró que había sido atacada y muerta por un león; esto fue lo que en principio divulgaron los medios, pero la investigación policial descubrió que las heridas eran demasiado agudas y que no podían ser hechas por un león, llegando a la conclusión de que fue asesinada con un instrumento agudo. Al parecer emplearon un simi (popular espada africana de dos filos). Tras investigar a sus actuales y antiguos empleados, se llegó a la detención de Paul Wakwaro Ekai como culpable del asesinato. Fue condenado a cadena perpetua, salvándose de la pena de muerte por ser menor de edad.